# Suzuki Bandit

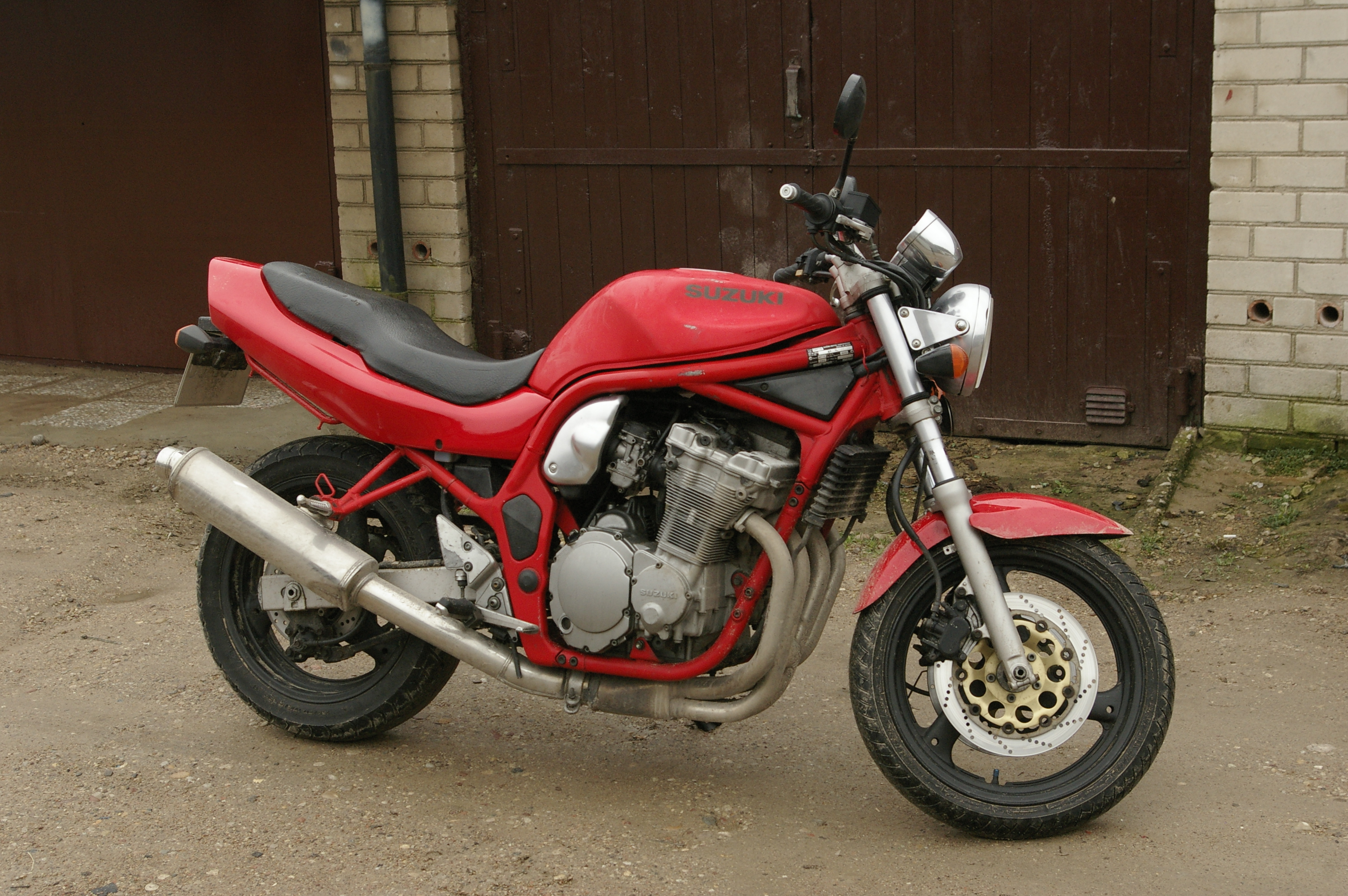

A Suzuki Bandit egy standard („sport-standard”) utcai motorkerékpár a Suzukitól.
A típust a következő modellekben gyártották:
- GSF250 250cc hengerűrtartalmú motorral
- GSF400 400cc hengerűrtartalmú motorral (1989-1999 gyártották)
- GSF600N/GSF600S 599cc hengerűrtartalmú motorral (1995–2004 között gyártva)
- GSF650N/GSF650S 656cc hengerűrtartalmú motorral (2005-től gyártva)
- GSF750 748cc hengerűrtartalmú motorral (1996–1999 között gyártva)
- GSF1200/GSF1200S 1157cc hengerűrtartalmú motorral (1996-tól gyártva)
- GSF1250/GSF1250 ABS 1255cc hengerűrtartalmú motorral (2007-től gyártva)

Mindegyik változat motorja soros elrendezésű, 4-hengeres, 16-szelepes DOHC motor. A 600, 650, 750 és 1200 modellek a gyártó SACS (Suzuki Advanced Cooling System) rendszerét alkalmazzák, mely az olaj- és léghűtést kombinálja. A 600-as modell motorja azonos a Suzuki GSX-F 600 modell motorjával, amit újrahangoltak hogy a középső fordulatszám-tartományban nagyobb teljesítmény adjon le. Az 1200-as modell motorja ezzel szemben egy megnövelt hengerűrtartalmú GSX-R 1100 motor. A 250 és 400-as modellek vízhűtéssel rendelkeznek.
A 2007-es modellévre a Suzuki lecserélte a már korosnak számító, a GSX-R-ből fejlesztett motort, egy új, benzinbefecskendezéses, folyadékhűtéses motort vezetve be a régi helyett. Ennek köszönhetően mind a 650, mind az 1250-es modellek megfelelnek az euro-3 károsanyag-kibocsátási előírásoknak.
Az 'S' jelzésű modelleket gyárilag szélvédő fejidommal, és a 2000-es modellévtől kezdve kettős fényszóróval látják el. Az 'N' modell egy idomok nélküli naked bike, hagyományos fényszóróval.
A Bandit típusokat hagyományosan „huligán-motor”-nak tartják, alacsony áruknak, muscle bike-kinézetüknek és rendkívüli forgatónyomatékuknak köszönhetően (ez leginkább az 1200-as modellre vonatkozik). Mindazonáltal a gyártó az utóbbi időben történt változtatásainak köszönhetően a motorkerékpár egy modernebb, áramvonalasabb jelleget öltött, amely inkább a sport touring kategória irányába mozdítja el. Ennek ellenére az 1200-as továbbra is népszerű a stunt rider-ek (közönség előtt fellépő, a motorjukkal extrém figurákat bemutató pilóták) és az egykerekező-iskolák között.